# Саратовська (станиця)
Саратовська — станиця в Краснодарському краї, центр Саратовського сільського округу муніципального утворення місто Гарячий Ключ.
Населення 6 039 мешканців.(2002)
Станиця розташована на річці Псекупс (ліва притока Кубані) за 13 км східніше міста Гарячий Ключ.
Заснована в 1864.